# Pseudomops oblongatus
Pseudomops oblongatus är en kackerlacksart som först beskrevs av Carl von Linné 1758.  Pseudomops oblongatus ingår i släktet Pseudomops och familjen småkackerlackor. Inga underarter finns listade i Catalogue of Life.